# Чамалинский язык
Чамали́нский язы́к (чамал. чамалалдуб мичӀчӀ)— язык чамалинцев, принадлежит к андийской ветви нахско-дагестанской языковой семьи. Распространён в нескольких сёлах на северо-западе Дагестана и на юго-востоке Чечни. Число носителей составляет около 12 000 человек.

## Социолингвистическая ситуация
Чамалинский распространён в 22 сёлах Цумадинском районе Дагестана, по левому берегу реки Андийское Койсу (в сёлах Агвали, Верхнее Гаквари, Нижнее Гаквари, Гадири, Гигатль, Ричаганих и Цумада), а также в Шатойском районе Чечни, в долине реки Кенхинка (в селе Кенхи). Кроме того, часть чамалинцев живёт в переселенческих сёлах в равнинной части Дагестана: в сёлах Муцалаул, Теречное и Байрамаул Хасавюртовского района, Нечаевска и Комсомольское Кизилюртовского района и Бороздиновская Кизлярского районов, а также на кутанах чамалинских сёл. Некоторая часть носителей живёт в других городах Дагестана и России.
С 1939 года по конец XX века в переписях чамалинцы записывались как аварцы. По этой причине, а также по причине интенсивной миграции точное число носителей чамалинского языка неизвестно учёным. По оценке лингвистики Патимат Магомедовой в 1999 году, число говорящих на чамалинском языке больше 12 000 человек. По данным переписи 2010 года, численность носителей в России составляет 500 человек.

## Письменность
Чамалинский — бесписьменный язык. Он используется в основном в быту внутри семьи и аула. В качестве литературного языка, а также для коммуникации с другими этническими группами, чамалинцы обычно используют аварский и русский языки, на аварском ведётся делопроизводство и деловая переписка. По свидетельству лингвиста Анатолия Бокарёва, в начале XX века чамалинские мужчины преимущественно знали аварский, среди женщин двуязычие было распространено в меньшей степени. Среди чамалал распространен также и чеченский язык.
Как и остальные андийские, язык бесписьменный, преимущественно бытового общения. В качестве литературных используются русский и аварский. Вместе с тем филологами признается факт права каждого народа в РФ (в том числе чамалинского) на обучения родному языку в закрепленной в Законе о языках РФ.
Алфавит чамалинского языка был предложен в 1999 году П. Т. Магомедовой:
| А а   | Ā ā   | Ан ан | Б б   | В в   | Г г   | Гъ гъ | Гь гь | ГӀ гӀ | Д д   |
| Е е   | Ē ē   | Ен ен | Дж дж | Жъ жъ | З з   | Ӣ ӣ   | Ин ин | К к   | Къ къ |
| Кь кь | КӀ кӀ | Л л   | Ль ль | Лъ лъ | ЛӀ лӀ | М м   | Н н   | О о   | О̄ о̄   |
| П п   | Р р   | С с   | Ć ć   | СĪ сī | Т т   | ТӀ тӀ | У у   | Ӯ ӯ   | Ун ун |
| Х х   | Ẋ ẋ   | Хь хь | ХӀ хӀ | Ц ц   | ЦӀ цӀ | Ч ч   | ЧӀ чӀ | ЧĪ чī | Ш ш   |
| Щ щ   | Ъ ъ   | Э э   |       |       |       |       |       |       |       |

## Название
Чамалинцы чаще идентифицируют себя по названиям населённых пунктов, а при противопоставлении другим этническим группам используют названия чIамалали или чIамалалдубе, в которых выделяется корень чIамал-. В русскоязычной лингвистической традиции можно встретить названия «чамалинцы» или «чамалалы» и соответствующие именования языков: «чамалинский» или «чамалальский».

## Родственные языки и диалекты
Чамалинский принадлежит к андийской ветви нахско-дагестанской языковой семьи. Он наиболее близок другому андийскому языку, тиндинскому; между ними возможно частичное взаимопонимание.
Лингвисты выделяют гигатлинский диалект, распространённый в ауле Гигатли, который сильно отличается от собственно чамалинского.